# Reckoning Night
Reckoning Night är det fjärde studioalbumet med det finländska power metal-bandet Sonata Arctica från 2004, utgivet av skivbolaget Nuclear Blast. Alla låtarna är skrivna av Tony Kakko utom "My Selene" som är skriven av Jani Liimatainen.

## Låtlista
1. "Misplaced" – 4:42
2. "Blinded No More" – 5:33
3. "Ain't Your Fairytale" – 5:26
4. "Reckoning Day, Reckoning Night (instrumental) – 3:21
5. "Don't Say a Word" – 5:49
6. "The Boy Who Wanted to Be a Real Puppet" – 4:44
7. "My Selene" – 5:28
8. "Wildfire" – 4:36
9. "White Pearl, Black Oceans..." – 8:47
10. "Shamandalie" – 4:04
11. "Jam" (gömd låt, instrumental) – 2:54

Bonusspår på japanska utgåvan

"Wrecking the Sphere" – 7:02
Info
- Den gömda låten "Jam" är med på alla album och är en flamenco-stil låt (som namnet syftar på) och mycket kortare än "Wrecking the Sphere", som är en tropisk låt.
- "Jam" släpptes i begränsad och numrerad upplaga (1000 kopior, tillgänglig på Nuclear Blast mejlorder) med digipack-CD och T-Shirt.

## Singlar
- Don't Say A Word
- Shamandalie

## Medverkande
Musiker (Sonata Arctica-medlemmar)
- Tony Kakko – sång
- Jani Liimatainen – gitarrer
- Henrik Klingenberg – keyboard, djup/sträng sång på "Wildfire"
- Marko Paasikoski – basgitarr
- Tommy Portimo – trummor

Bidragande musiker
- Nik Van-Eckmann – manlig röst (på "Don't Say A Word", "White Pearls, Black Oceans..." och "Wildfire")

Produktion
- Sonata Arctica – producent
- Markus Staiger – exekutiv producent
- Ahti Kortelainen – ljudtekniker
- Mikko Karmila – ljudmix
- Mika Jussila – mastering
- ToxicAngel – omslagskonst
- Toni Härkönen – foto
- Eric Philippe – logo